# Humprecht Czernin
Humprecht hrabě Czernin z Chudenic (celým jménem Humprecht Ottokar Paul Theobald Rudolf Johannes Ignatius Josef Maria hrabě Czernin z Chudenic; 9. února 1909 Dymokury – 19. září 1944 sanatorium Pleš) byl český šlechtic z vinořské větve rodu Czerninů z Chudenic, majitel statku Hlušice. Podepsal Deklaraci české šlechty ze září 1939, následně se stal obětí nacistického režimu.

## Život

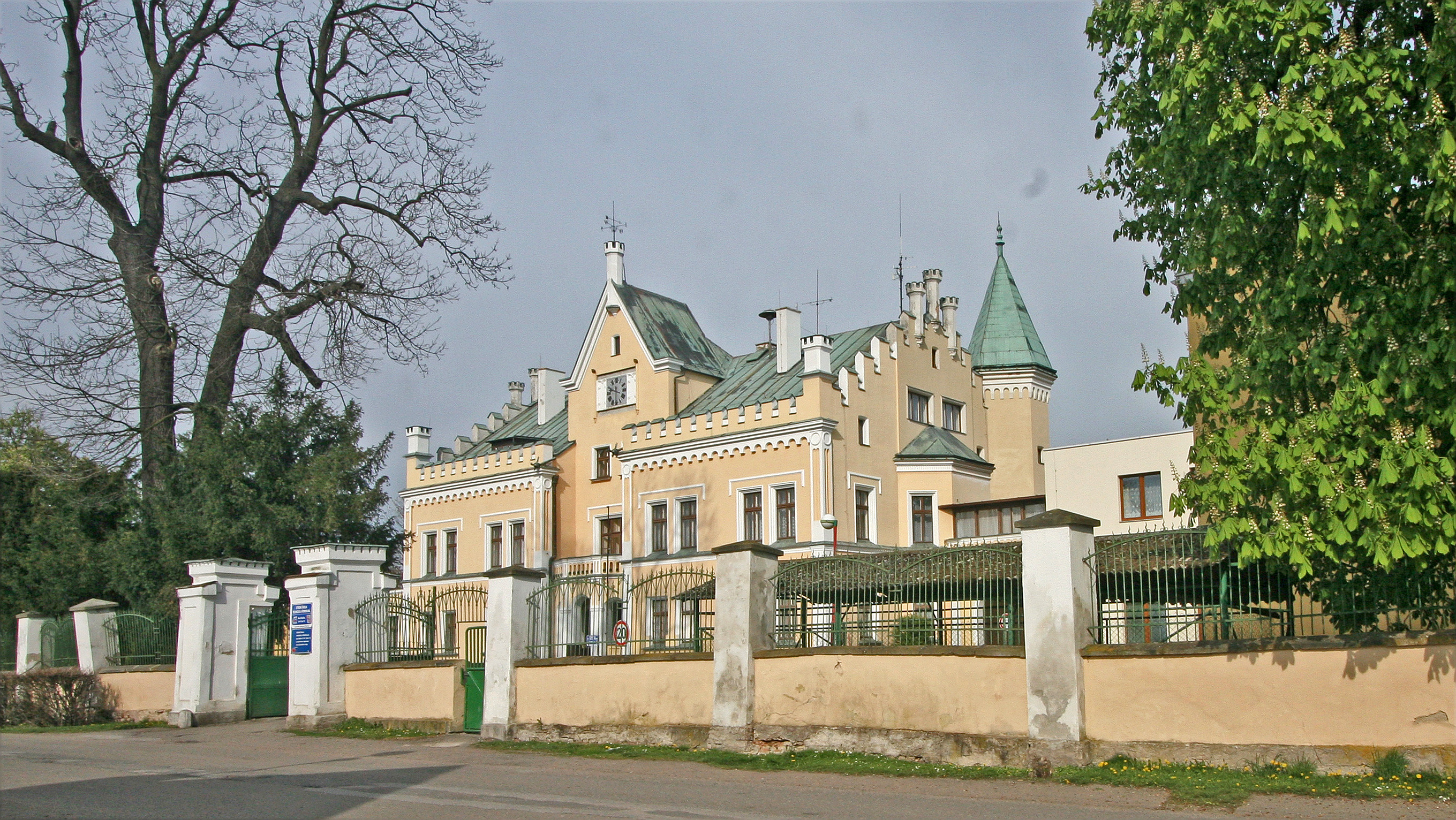
Zámek Hlušice

Narodil se jako druhý syn Děpolda Josefa Czernina (1871–1931) a jeho manželky Marie Anny Kinské z Vchynic a Tetova (1885–1952). Měl šest sourozenců, mezi nimi staršího bratra Rudolfa Theobalda Czernina (1904–1984), který byl perzekvován nacisty i komunisty a v roce 1964 emigroval do Rakouska. Strýc Otakar Czernin (1872–1932) zastával v posledních letech Rakousko-uherské monarchie úřad ministra zahraničních věcí.
Humprecht Czernin zdědil po otci statek Hlušice u Nového Bydžova, jehož příjmy z velké části generovalo pěstování cukrové řepy a její zpracování v cukrovarech.
Byl signatářem Deklarace české šlechty ze září 1939. Za druhé světové války odmítl přijmout říšskou příslušnost a na jeho statek byla v roce 1942 uvalena vnucená správa. Stal se obětí heydrichiády. Dne 9. června 1942 byl zatčen, vyslýchán gestapem v Kolíně a nakonec byl v Petschkově paláci v Praze stanným soudem 30. června 1942 odsouzen za neoprávněné vlastnění zbraně k trestu smrti. Jeho majetek byl zkonfiskován ve prospěch Říše. Požádal o milost a trest mu byl změněn na doživotí. Odpykával si ho ve věznici v Brandenburgu an der Havel. Propukla u něj tuberkulóza, 15. září 1944 byl ve vážném stavu převezen do plicního sanatoria na Pleši a o 4 dny později tam zemřel.
Cílem zinscenované akce byla konfiskace Czerninova velkostatku. Intriku zosnoval velitel gestapa v Kolíně Paul Feustel (1899–1973) na rozkaz velitele pražské úřadovny gestapa Hanse-Ulricha Geschkeho (1907–1959). Konfident gestapa František Dvořák (1912–?), který pracoval na hlušickém velkostatku jako samostatný lesní hospodář a lesní geometr a který proti hraběti v roce 1942 křivě svědčil, byl odsouzen teprve v 70. letech 20. století k desetiletému trestu odnětí svobody nepodmíněně.
Humprecht Czernin byl pochován v hrobce Czerninů v Dymokurech.

## Rodina
V Praze se oženil 3. května 1939 s Marií Idou Lobkowiczovou (15. 10. 1917 Dolní Beřkovice – 3. 6. 2002 Vicenza), dcerou Mořice prince z Lobkowicz (1890–1944) z dolnobeřkovické linie roudnické primogenitury, a jeho manželky Gisely, roz. hraběnky ze Silva-Tarouca (1887–1958). Manželství zůstalo bezdětné.
Marie Ida se po válce v Praze 27. prosince 1946 podruhé provdala za hraběte Fabrizia Franka (13. 1. 1903 Verona – 29. 10. 1983 Vicenza) a přestěhovala se do Itálie.